# سلمان الشهد
سلمان الشهد ( - 2 نوفمبر 2020) فنان تشكيلي عراقي، يعد أحد أشهر ثلاثة فنانين تشكيلين في العراق خلال عقدي الستينيات والسبعينيات، إلى جانب الفنان فيصل لعيبي صاحي، والفنان صلاح جياد.
هو أحد أبناء محافظة البصرة جنوبي العراق، قدم خلال رحلته الفنية عدة رسومات في صحف محلية وعربية، وخاصة الصحف المصرية، كما صمم أغلفة عددًا من المجلات.
أقام في شهر أغسطس/آب عام 2019، معرضا شخصيا له في محافظة البصرة على قاعة جمعية الفنانين التشكيليين، عرض فيه أكثر من 50 عملا تخطيطيا.